# سيد مصطفى (ممثل)
سيد مصطفى (20 أكتوبر 1955 - 19 يونيو 2021)، هو ممثل مصري، له أكثر من 500 عمل من مسلسلات وأفلام وسهرات إلا أنه لم يأخذ أي دور بطولي وجميع أعماله ثانوية.

## أعماله

### الأفلام
| - الخروج عن النص:2018- والد فرح - الباب يفوت أمل:2016 - المايسترو اراري:2016 - المشخصاتي 2:2016 - إكس لارج:2011- صاحب الكشك - ابن القنصل:2010 - ظاظا:2006 - علي سبايسي:2005- الجرسون - شباب تيك آوي:2004- كابتن عصام - شبر ونص:2004 - عوكل:2004 - ديل السمكة:2003- رجل الأمن - العشق والدم:2002 - فلاح في الكونجرس:2002 - إحنا أصحاب المطار:2001- مدير المطار - العاشقان:2001 - جواز بقرار جمهوري:2001- شئون العاملين بالخارجية - رحلة مشبوهة:2001 - نحب عيشة الحرية:2001 - النمس:2000- زوج ام شاهيناز - امرأة تحت المراقبة:2000 - بهاريز:2000- الضابط - تحت الربع بجنيه وربع:2000 - رجل له ماضي:2000 - فل الفل:2000- ضابط السجن - يمين طلاق:2000 - الكافير:1999- محامي مارجو - أرض أرض:1998- مشتري التاكسي - الحرب العائلية الثالثة:1998 - القتل اللذيذ:1998 - مجرم مع مرتبة الشرف:1998 - مهمة في منتصف الليل:1998 - ننوس عينه:1998 - إثر حادث أليم:1997 - امرأة فوق القمة:1997- فوزي - امرأة وخمسة رجال:1997- رجل أمن بمكافحة الأموال - حسن اللول:1997- القهوجي - خيال العاشق:1997 - سمكة و٤ قروش:1997- وكيل النيابة - عفريت النهار:1997 - ناقص واحد:1997- ضابط - الجنتل:1996 - الخطيئة السابعة:1996 - الزمن والكلاب:1996 - المكالمة القاتلة:1996 - حواء 2000:1996- وكيل المحامي - كرامة امرأة:1996 - نزوة:1996 - صمت الخرفان:1995 - غريب في الميناء:1995- رئيس المباحث - ماكنش العشم:1995 - من أطلق هذه الرصاصة:1995 | - الطيب والشرس والجميلة:1994 - اللي رقصوا ع السلم:1994 - اللي يعيش يا ما يشوف:1994 - المليونير الصعلوك:1994 - رجل في دوامة:1994 - قدارة:1994 - قضية الأستاذ مُنجد:1994 - مصيدة الذئاب:1994 - أقوى الرجال:1993- نقيب الشرطة - الثعالب:1993 - الحب بين قوسين:1993 - الشرسة:1993 - الصديقان:1993 - الكنز:1993 - المرأة الأخطبوط:1993 - امرأة تدفع الثمن:1993 - تحقيق مع مواطنة:1993- غالب - دائرة الموت:1993 - سفينة الحب والعذاب:1993 - صراع الحسناوات:1993 - صعيدي في الجيش:1993 - طريق الشيطان:1993 - غراميات سايس:1993 - فرسان آخر زمن:1993 - كروانة:1993- صاحب العود - لهيب الانتقام:1993 - ليل ورجال:1993- حسين الصاوي - الإرهاب والكباب:1992 - البحث عن طريق آخر:1992 - الحب في طابا:1992 - الراقصة والسجان:1992 - السجينة ٦٧:1992 - الشرس:1992 - العملة النادرة:1992 - المتهمون:1992 - الهجامة:1992 - جريمة في الأعماق:1992- خدمة غرف الفندق - حالة اشتباه:1992- المخبر - دنيا عبد الجبار:1992 - غرام وانتقام بالساطور:1992 - ليالي الصبر:1992 - موعد مع الذئاب/الضياع:1992 - نقولك ولا تزعلش:1992 - ننوسه:1992- الضابط - نوع آخر من الجنون:1992 - هارب من التجنيد:1992- الضابط - استوب:1991 - الحلم القاتل:1991 - الشيطان يقدم حلا:1991 - الصعلوك والهوانم:1991 - الطعنة الأخيرة:1991- محمود كامل - الغشيم:1991- الجرسون | - المشاغبات والكابتن:1991- ضابط التموين - اليوم المشهود:1991- فراش الجريدة - أمان يا دنيا:1991 - بائعة الشاي:1991- عسكري - خبطة العمر:1991- عامل التليفونات - سمع هس:1991- من رجال غندور - شمس الزناتي:1991 - مسجل خطر:1991- ضابط - نصيب الأسد:1991- الضابط - ابن مين بسلامته:1990 - الخطر:1990 - الذل:1990- الرائد حسين - الشقيقتان:1990 - الشيطانة التي أحبتني:1990- الضابط النوبتجي - الشيطان يستعد للرحيل:1990 - الطائر الجريح:1990 - الطقم المدهب:1990 - العفاريت:1990- جرسون - الملك لله:1990- طبيب - امرأة ضلت الطريق:1990- ضابط - انتهى التحقيق:1990- المكوجي - أيام الماء والملح:1990 - بلاغ للرأي العام:1990 - جواز عرفي:1990 - خميس يغزو القاهرة:1990- المسجون المرحل - صف عساكر:1990 - عشش الترجمان:1990 - عودة الهارب:1990- الضابط محمود - لن اعيش في حلمك:1990 - مولد وصاحبه غايب:1990 - الحقونا:1989- شرطي - العجوز والبلطجي:1989- ضابط - العميل رقم ١٣:1989- ضابط شرطة - الكداب وصاحبه:1989 - المرشد:1989- وكيل النيابة - الوحوش الصغيرة:1989- فؤاد - امرأة مع الشيطان:1989- وكيل النيابة - انتحار مدرس ثانوي:1989 - ترويض الرجل:1989 - صراع الأحفاد:1989- ضابط - عليش دخل الجيش:1989- الضابط - غلطة أم:1989 - قضية الأستاذه عفت:1989 - لست قاتلا:1989- ضابط البوليس - ابتسامة في نهر الدموع:1988- أحد المدعوين - الأسطى المدير:1988 - الجوازة دي مش لازم تتم:1988 - الطعم والسنارة:1988 - الهانم وأنا:1988 - خبطة صحفية:1988- الضابط - خطة بعيدة المدى:1988 - رجل ضد القانون:1988- ضابط | - صرخة ندم:1988- الجار - ضحية حب:1988 - مخالب امرأة:1988- المسعف - ملابس الحداد الحمراء:1988 - نشاطركم الأفراح:1988 - نواعم:1988- ضابط شرطة - ولو بعد حين:1988- شرطي مساعد - أسعد الله مساءك:1987 - الجمالية:1987- ضابط السجن - الخرتيت:1987- ضابط مباحث - الذكاء المدمر:1987- نقيب الشرطة - الزوجة تعرف أكثر:1987- موظف في الشركة - العملاق:1987- ضابط شرطة - القانون لا يعرف عائشة:1987 - القرداتي:1987 - المرأة الحديدية:1987- ضابط - المنحوس:1987- موظف - النمر والأنثى:1987- ضابط - جري الوحوش:1987- بائع الذهب - عشماوي:1987- حارس الأمن - عودة الماضي:1987 - لعبة الكبار:1987- فريد - أجراس الخطر:1986- رجل الأمن - الأوباش:1986- القهوجي - الجلسة سرية:1986 - الحدق يفهم:1986 - الداهية:1986- رجل على المقهى - القطار:1986- سيد - المشهد الأخير:1986 - الناس الغلابة:1986- سكرتير النيابة - الوزير جاي:1986 - اليوم السادس:1986 - حب فوق السحاب:1986 - شادر السمك:1986 - قفص الحريم:1986 - كراكون في الشارع:1986 - مدافن مفروشة للإيجار:1986- ضابط تنفيذ الأحكام - مدام شلاطة:1986 - مرارة الأيام:1986 - إستغاثة من العالم الآخر:1985- الضابط - إعدام ميت:1985 - الجريح:1985- إبراهيم - المجنونة:1985- أمن بقطاع التليفزيون - المنتقمون:1985- الرائد سيد - الموظفون في الأرض:1985- ضابط القسم - النشالات الفاتنات:1985- موظف استقبال الفندق - النشالة والبيه:1985 - حكاية في كلمتين:1985 - خلي بالك من عقلك:1985- الجرسون - سقوط الطائر الغريب:1985 - عشرة على عشرة (10 على10):1985 - علي بيه مظهر و ٤٠ حرامي:1985- موظف التأمين | - مأساة الدكتور سلامة:1985 - مغاوري في الكلية:1985 - موت سميرة:1985 - الاتحاد النسائي:1984 - التخشيبة:1984- الشلة - العايقة والدريسة:1984 - بناتنا في الخارج:1984 - بيت القاصرات:1984- الشاويش - تزوير في أوراق رسمية:1984- طبيب الولادة - حتى لا يطير الدخان:1984 - سمورة والبنت القمورة:1984 - شوارع من نار:1984- زبون - لا تسألني من أنا:1984 - واحدة بواحدة:1984 - الاحتياط واجب:1983 - الأفوكاتو:1983 - السادة المرتشون:1983- منعم - العربجي:1983- جرسون - مرزوقة:1983- فؤاد - مملكة الهلوسة:1983- موظف الاستقبال - وحوش الميناء:1983 - أشياء ضد القانون:1982 - الثأر:1982- الملازم أول أيمن - العوامة رقم ٧٠:1982- سمير أمين الشرطة - تجيبها كده تجيلها كده هي كده:1982 - حسن بيه الغلبان:1982- ضابط - خمسة في الجحيم:1982 - عصابة حمادة وتوتو:1982- شاب السيارة - غريب في بيتي:1982- حسام علي - للفقيد الرحمة:1982 - وكالة البلح:1982 - القرش:1981- عريس بنت أبو سريع - المشبوه:1981 - أنا في عينيه:1981 - لن أغفر أبدًا:1981- ضابط الشرطه - موعد على العشاء:1981- زبون المحامي - مين يجنن مين؟:1981- راقص بالديسكو - أبو البنات:1980- مدعو بحفل عيد الميلاد - استقالة عالمة ذرة:1980 - الجحيم:1980- أحد أفراد الرحلة - دائرة الشك:1980- مشجع بمباراة كرة قدم - رجل فقد عقله:1980 - ضربة شمس:1980 - غداً سأنتقم:1980- موظف الشركة - المرأة الأخرى:1978 - انتبهوا أيها السادة:1978- صديق - مكان للحب (خطايا الحب):1977 - التراب الأحمر - الرجل الذي قال لا - اللي حصل ده معقول: الطبيب |

### المسلسلات
| - فرصة تانية:2020- تمرجي المستشفى - سلسال الدم ج5:2018- نظمي - شوقية وعيلتها المفترية:2018 - المطلقات:2015 - السع وفلسع:2014 - البلطجي:2012 - الصفعة:2012 - عريس دليفري:2011 - أهل كايرو:2010 - بالشمع الأحمر:2010 - بيت الباشا:2010 - زهرة وأزواجها الخمسة:2010 - سي عمر وليلى أفندي:2010 - ماما في القسم:2010 - منتهى العشق:2010 - الباطنية:2009 - العمدة هانم:2009 - بشرى سارة:2009 - راجل وست ستات ج5، 6:2009، 2010 - العنكبوت:2008 - أصعب قرار:2007 - سعيد تعيس جدا جدا:2007 - عائلة مجنونة جداً:2007 - عمارة يعقوبيان:2007 - نقطة نظام:2007 - القاهرة ٢٠٠٠:2006 - القاهره ترحب بكم:2006 - امرأة من الصعيد الجواني:2006 - علي يا ويكا:2006 - كشكول لكل مواطن:2006 - أرض الرجال:2005 - الإمام محمد عبده:2005 - ريا وسكينة:2005 - أحلام البنات:2004 - أصحاب المقام الرفيع:2004 - الدم والنار:2004 - السيف الوردي:2004 - القاهرة منفلوط والعكس:2004 - المهنة طبيب:2004 - أهل الرحمة:2004 | - بطة وأخواتها:2004 - بنت من شبرا:2004 - فريسكا:2004 - محمود المصري:2004 - مشوار امرأة:2004 - اختطاف:2003 - المرأة في الإسلام:2003 - شمس يوم جديد:2003 - غداً يوم آخر:2003 - الطريق إلى الحقيقة:2002 - العصيان ج1:2002 - إمام الدعاة:2002 - أميرة في عابدين:2002 - إنسى اللي فات يا فرحات:2002 - انظر حولك وابتسم:2002 - أين قلبي:2002 - حرس سلاح:2002 - رجل على الحافة:2002 - زمن عماد الدين:2002 - موعد مع الشهرة:2002 - البيضاء:2001 - الرقص على سلالم متحركة:2001 - الكومي:2001 - صراع الأقوياء:2001 - عائلة الحاج متولي:2001- سيد - عوض وجحا:2001 - قسمتي ونصيبي:2001- ضابط في مباحث المخدرات - الحب والاختيار:2000 - العائلة والناس:2000 - الفسطاط:2000 - أوان الورد:2000 - حروف النصب:2000 - ليلة مقتل العمدة:2000 - نساء في الغربة:2000 - الإعصار:1999 - الحنين إلى الماضي:1999- حسين - خلف الأبواب المغلقة:1999 - ع الحلوة والمرة:1999 - الأب:1998 | - الحساب:1998 - السيرة الهلالية ج2، 3:1998، 2001- من مداحين القاضي بدير - العيش والملح:1998 - القلب يخطئ أحيانا:1998 - أمر إزالة:1998 - بنات سعاد هانم:1998 - حب تحت الحراسة:1998 - دهب قشرة:1998 - رد قلبي:1998 - سنوات الشقاء والحب:1998 - شباب رايق جدا:1998 - قط وفار:1998 - لعبة الحياة (وداعا أيها الأمل):1998 - وتمضي الأيام:1998 - ومنين أجيب ناس:1998 - أصل وخمس صور:1997 - الدنيا وما فيها:1997 - القضاء في الإسلام ج7:1997 - المتهم البريء:1997 - حلم الجنوبي:1997 - حياة الجوهري:1997 - عباسية واحد:1997- سالم امين الشرطة - مرفوع مؤقتا من الخدمة:1997 - وجاري البحث عن شحته:1997 - أحلام فستق:1996 - اعترافاتي:1996 - الحب الكبير:1996 - الصبر في الملاحات:1996 - أمواج لا تصل إلى شاطئ:1996 - أيام الغربة:1996 - بيت الجمالية:1996 - ترويض الشرسة:1996 - حواء والتفاحة:1996 - خالتي صفية والدير:1996- دكتور السجن - رسالة خطرة:1996 - شقة الحرية:1996 - لعبة الأيام:1996 - لن أعيش في جلباب أبي:1996- حارس الوزير - نوادر العرب:1996 | - إثنين .. إثنين:1995 - أحلام...كو:1995- ضابط - أقوى من الطوفان:1995 - الزواج على طريقتي:1995 - الضحية والجزار:1995 - الناس الطيبين:1995 - أنا إللي أستاهل:1995 - أولاد الأصول:1995 - حكايات من حارتنا:1995 - شارع المواردي ج2:1995 - شيء في صدري:1995 - على باب الوزير:1995- ضابط - لن أمشي طريق الأمس:1995 - هي والعاصفة:1995 - يوميات ونيس (ج2&4):1995& 1997 - أحلام العنكبوت:1994 - الدنيا حظوظ (لا للزوجات):1994 - العائلة:1994 - ان فاتك الميري:1994 - بوابة المتولي:1994 - رجال في العاصفة:1994 - زمن عايش:1994 - لا:1994 - ليالي الحب والثأر:1994 - وجوه للحب:1994 - أبرياء في المصيدة:1993 - الثعلب:1993 - ذئاب الجبل:1993- من رجال زناتي - عصر الفرسان:1993 - غاضبون وغاضبات:1993 - لعبة الفنجري:1993 - ناس ولاد ناس:1993 - العرضحالجي:1992- عطوة - حافة الهاوية:1992 - البريمو:1991 - الحكم مؤجل:1991 - رحلة أبو الوفا:1991 - ضمير أبلة حكمت:1991- فهمي - البحث عن فرصة:1990 | - ضحى:1990 - عائلة الأستاذ شلش:1990- طبيب - قابيل وقابيل:1990 - الماضي يأتي غدًا:1989 - بنات زينب:1989 - ليالي الحلمية (ج2&4):1989، 1992 - البيت الكبير:1988 - رأفت الهجان ج1:1988 - نار ودخان:1988 - الباقي من الزمن ساعة:1987 - البشاير:1987 - سنبل بعد المليون:1987- عامل الفرن - صائمون والله أعلم:1987 - ع الأصل دور:1987 - وشاءت الأقدار:1987 - الأفيال:1986 - الكابتن جودة:1986 - أولاد آدم:1986 - سفر الأحلام:1986- موظف شركة السياحة - الأبناء:1985 - برديس:1985 - سيدة الفندق:1984 - غداَ تتفتح الزهور:1984 - غريب على الطريق:1984 - لمن يهمه الأمر:1984 - لعبة التفكير:1978 - اثنين تحت الصفر - أحلام ضائعة - أسير الماضي - الصيد في الهواء - الظلال - أمينة - جنة حتحوت - حبيبي حبيبتي - عباد الرحمن - عباس وحكايته مع الناس - غداً تشرق الشمس - متاعب مرزوق - نسيج العنكبوت - ولدي |

### السهرات التلفزيونية
| - أحمد عبدالمعطي يقابل إخناتون:2000 - الكمبيوتر:2000 - دموع في عيون بريئة:1997 - صياد:1997- ضابط الآثار - عودة السيد:1995- ضابط شرطة - اللقاء المستحيل:1994 | - أبناء على الطريق:1990 - بيان رسمي:1989 - ابنتي والأيام - آخر سؤال - اعترافات ليلية | - أغلب النساء يفعلن هذا - الأسوار - البريء والصورة - السؤال: فؤاد - القانون واللعبة | - اللصوص: الضابط - حب وطب (الحب هذا العملاق) - حكاية مغاوري - حكم القدر - حلال المشاكل | - عاشق المال - كفر الجنون - لسانك حصانك - محدش يقرب منه - يوم سعيد يوم تعيس |

### أخرى
- كينج كونج:2018
- ميني سات:2011
- ايزيدورا عذراء النيل:2006
- حلم ولا علم:1999- ضيف شرف
- الخزنة دي مش لازم تتسرق:1997- الضابط
- زي النهارده:1996
- ما وراء القناع:1995
- فوازير المناسبات:1988
- المواجهة